# Francisco Rufete
Francisco Joaquín Pérez Rufete (Benejúzar, 20 novembre 1976) è un allenatore di calcio ed ex calciatore spagnolo, di ruolo centrocampista.

## Carriera

### Giocatore

#### Club
Nativo di Benejúzar, in provincia di Alicante, nella Comunità Valenciana, crebbe nel settore giovanile del Barcellona, con la cui prima squadra esordì, diciannovenne, il 26 maggio 1996, all'ultima giornata del campionato 1995-1996, nella partita pareggiata per 2-2 in casa del Deportivo La Coruña. Nel 1997-1998 militò, in prestito, nel Toledo, in Segunda División.
Passato al Maiorca nel 1998, non trovò spazio e nel gennaio 1999 fu ceduto al Malaga, in Segunda División, dove fu uno dei protagonisti della promozione del club, che da neopromosso ottenne il salto in massima serie, insieme a Catanha e José María Movilla. Nel club andaluso disputò due annate e mezza molto buone.
Nel 2001 fu ingaggiato dal Valencia per 8,5 milioni di euro e il cartellino di Gerardo García. Nell'annata d'esordio con il club riuscì a risultare, con 8 reti, a pari merito con Juan Sánchez, il miglior marcatore della squadra, che vinse il titolo spagnolo trentuno anni dopo l'ultimo successo. Malgrado non fosse un titolare fisso della compagine allenata da Rafa Benítez, fu più volte decisivo per la squadra, con cui vinse nuovamente il titolo nazionale nel 2003-2004, la Coppa UEFA nel 2003-2004 e la Supercoppa europea nel 2004.
Nel luglio 2006, giunto a scadenza di contratto con il Valencia, passò al Espanyol, con cui giocò con costanza in Coppa UEFA nell'edizione 2006-2007, che vide i catalani sconfitti nella finale del torneo dai connazionali del Siviglia. Nel 2007-2008 fu vittima di alcuni infortuni che ne pregiudicarono il rendimento.
Nel luglio 2009, quasi trentatreenne, si accasò all'Hércules con contratto biennale. Giocò con regolarità in Segunda División nel 2009-2010, annata chiusasi con il secondo posto e il conseguente ritorno del club in massima serie dopo tredici anni.
Nell'ottobre 2011 il suo contratto con l'Hercules fu rescisso e Rufete si ritirò di lì a poco dall'attività agonistica.

#### Nazionale
Conta 3 presenze con la nazionale spagnola, ottenute nel 2000.

## Palmarès

### Club

#### Competizioni nazionali
- Campionato spagnolo: 2

Valencia: 2001-2002, 2003-2004

#### Competizioni internazionali
- Coppa UEFA: 1

Valencia: 2003-2004
- Supercoppa UEFA: 1

Valencia: 2004